# Semnopithecus schistaceus
L'entello del Nepal o presbite dell'Himalaya (Semnopithecus schistaceus (Hodgson, 1840)) è una specie di entello endemica dell'Asia sud-orientale che vive in Nepal, Cina, India e Bhutan.

## Comportamento
L'entello del Nepal ha una dieta composta da foglie, frutta e fiori. I maschi misurano 51-78 centimetri di lunghezza, mentre le femmine sono lunghe 40-68 centimetri. La maturità sessuale viene raggiunta a 3-4 anni dalle femmine e a 4-5 anni dai maschi. L'entello del Nepal vive circa 20 anni in natura e 25 in cattività. Le figliate sono composte solitamente da un unico piccolo.